# Saulos Chilima

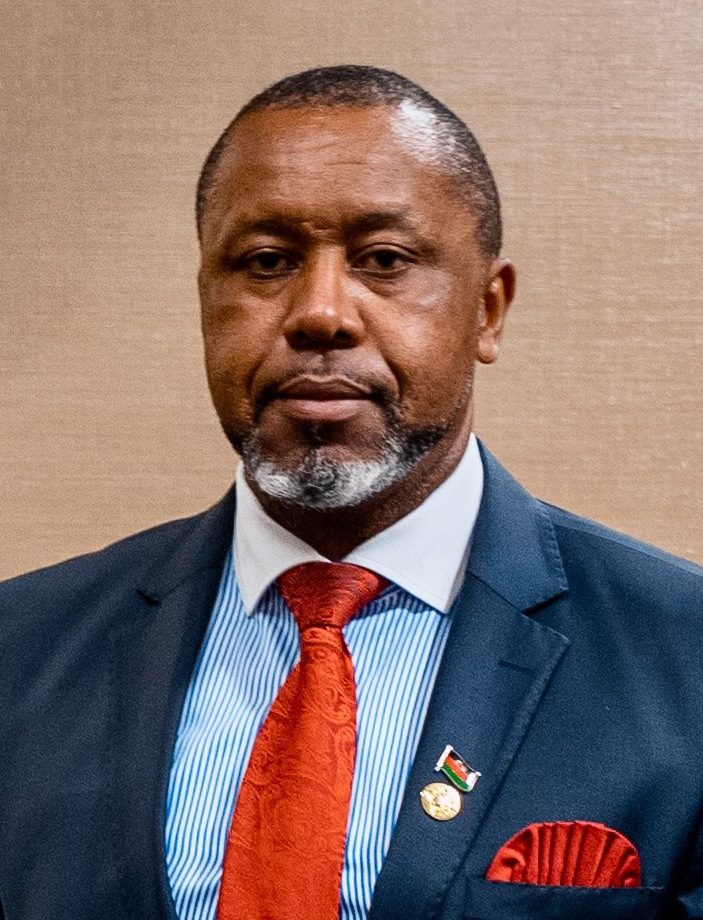
Chilima (2022)

Saulos Klaus Chilima (* 12. Februar 1973 in Ntcheu; † 10. Juni 2024 im Chikangawa Forest Reserve) war ein malawischer Politiker und von 2014 bis 2019 sowie von 2020 bis zu seinem Tod Vizepräsident seines Heimatlandes.
Chilima kam bei einem Flugzeugabsturz ums Leben. Er wurde am 17. Juni 2024 in seiner Geburtsstadt beigesetzt.